# Józef Bogdański (malarz)
Józef Bogdański (ur. 1800, zm. 14 maja 1884) – polski malarz cerkiewny.

## Życiorys
Według tradycji urodził się w okolicach Kalwarii Pacławskiej w polskiej rodzinie szlacheckiej. Kształcić w dziedzinie malarstwa miał się w liceum św. Barbary w Krakowie pod kierunkiem Michała Stachowicza, a potem u malarza Brodowskiego; zarówno dokumenty, jak i inne wskazówki (np. zachowane w rodzinie wzorcowe rysunki), pozwalają przypuszczać, że był to raczej Józef Brodowski z Krakowa, a nie, jak chce rodzinna tradycja, Antoni Brodowski z Warszawy. 
Od około 1830 zajmował się pisaniem ikon i tworzeniem całych ikonostasów, głównie na terenie Pogórza Przemyskiego. Ikonostasy jego autorstwa znajdują się między innymi w cerkwiach w Śnietnicy, Siemuszowej, Tyrawie Solnej. Po powstaniu w 1846 przeniósł się do Jaślisk wraz z rodziną. Był dwukrotnie żonaty, miał czworo dzieci; poza synami-malarzami był to wcześnie zmarłe na tyfus córki Maria i Teofila. Ta ostatnia przez pewien czas była uczennicą i pomocnicą ojca. 
Jego prace kontynuowali synowie: Paweł (1831–1909) i Antoni (1836–1918), a później wnukowie: Jan, Feliks, Michał i Zygmunt. Ostatni z Bogdańskich Zygmunt wyjechał z Jaślisk w 1946. 
Rozszerzyli oni swoją działalność na całą Galicję i Słowację. 
Cała rodzina Bogdańskich była artystycznie płodna: każdy z nich ma na koncie od kilkunastu do kilkudziesięciu ikonostasów, nie licząc polichromii cerkiewnych, luźnych ikon i obrazów. Malarzami zostali także dwaj synowie Józefa; łącznie na przestrzeni 150 lat siedmiu przedstawicieli rodu Bogdańskich; w 1965 dom rodzinny Bogdańskich z Jaślisk zaplanowano przenieść do Muzeum Budownictwa Ludowego w Sanoku.